# Шедгам – Янбу (трубопровід для ЗВГ)
Шедгам – Янбу (трубопровід для ЗВГ) – саудійський трубопровід, який транспортує суміш зріджених вуглеводневих газів (ЗВГ, гомологи метану) для подальшого розділення на установці фракціонування Янбу. Також відомий як SHY-1.
На сході Саудівської Аравії знаходиться надпотужний нафтовидобувний регіон, під час розробки родовищ якого отримують велику кількість попутного газу. Спершу він надходить на газопереробні заводи, на яких виділяють суміш ЗВГ, що далі спрямовується до установок фракціонування. Продукція газопереробного заводу Шедгам передусім подається через весь півострів до червономорського міста Янбу. для чого в 1981 році ввели в дію трубопровід довжиною 1170 км, виконаний в діаметрах 650 мм, 700 мм та 750 мм. Труби укладали в землю на глибину не менше за 1,8 метра. З урахуванням наявності скельних порід, протягом 400 км траншею споруджували за допомогою підривних робіт, для чого використали 2000 тон вибухівки. Найвища точка траси на одному з перевалів у Хіджазьких горах має висоту 1082 метра, при тому, що початковий та кінцевий пункти лежать на приморських рівнинах.
Маршрут ЗВГ-трубопроводу Шедгам – Янбу пролягає паралельно потужній нафтопровідній системі Petroline, здатній перекачувати 4,8 млн барелів на добу (позбавляючи, таким чином, від необхідності її вивозу через потенційно небезпечну Ормузьку протоку). При цьому саме ЗВГ є основним паливом для газових турбін, що забезпечують перекачування нафти.
Первісно Шедгам – Янбу мав живити фракціонатор потужністю 270 тисяч барелів на добу. В другій половині 2000-х спорудили три лупінги загальною довжиною 585 км, виконані в діаметрі 750 мм, що дозволило збільшити об’єми транспортування до 430 тисяч барелів на добу та запустити в Янбу ще один піролізний майданчик (взагалі ж потенціал системи збирались довести до 555 тисяч барелів). Додатковий ресурс для поставок отримували, зокрема, від газопереробного заводу Хурайс.
В 2014-му замовили прокладання ще двох лупінгів загальною довжиною 585 км з таким же діаметром 750 мм. Первісно завершення робіт планувалось на другу половину 2017-го, проте виконання проекту посувалось із затримками.